# Taxithelium concavum
Taxithelium concavum är en bladmossart som beskrevs av Richard Spruce och Florschütz-de Waard 1996. Taxithelium concavum ingår i släktet Taxithelium och familjen Sematophyllaceae. Inga underarter finns listade i Catalogue of Life.